# Джованні Граденіго
Джованні Граденіго (італ. Giovanni Gradenigo) — 56-й венеційський дож у 1355—1356 роках. Сучасникам він був відомий під прізвиськами «Носань» (італ. Nason, за його помітний ніс) та «Великий» (італ. Grando, за зріст або щоб відрізнити його від Джованні ді Маттео Граденіго). Мав погану вдачу.

## Біографія
Син Марино Граденіго, брата дожа П'єтро Граденіго. Також Марино був герцогом (намісником) Криту. Його матір'ю була Марія Дандоло, донька дожа Джованні Дандоло. Був подеста в Каподістрії, Падуї та Тревізо. 
21 квітня 1355, через кілька днів після страти Марино Фальєро, був обраний дожем. Мав репутацію людини суворої, але відданої республіці. Останнє, очевидно, сприяло його обранню. За своє коротке правління встиг укласти мир з Генуєю (1 червня 1355), що завершило війну за протоки; покарати спільників дожа-змовника Марино Фальєро. 
У правління Джованні Граденіго Венеція налагодила дипломатичні відносини з Джанібеком, ханом Золотою ордою, який мав погані відносини з Генуезькою республікою. Але договір з Ордою було підписано вже після смерті дожа. Разом з тим укладено було угоду з кримським улусбеком Зайн уд-Діном Рамазаном щодо використання венеційськими торгівельними суднами виключено бухти Янгішехр.
У 1356 року угорський король Людвік I Великий відновив війну з Венецією за Далмацію, і вторгся до Фріулі. В розпал цих подій дож помер у серпні 1356 року.